# Hölö kyrkskola

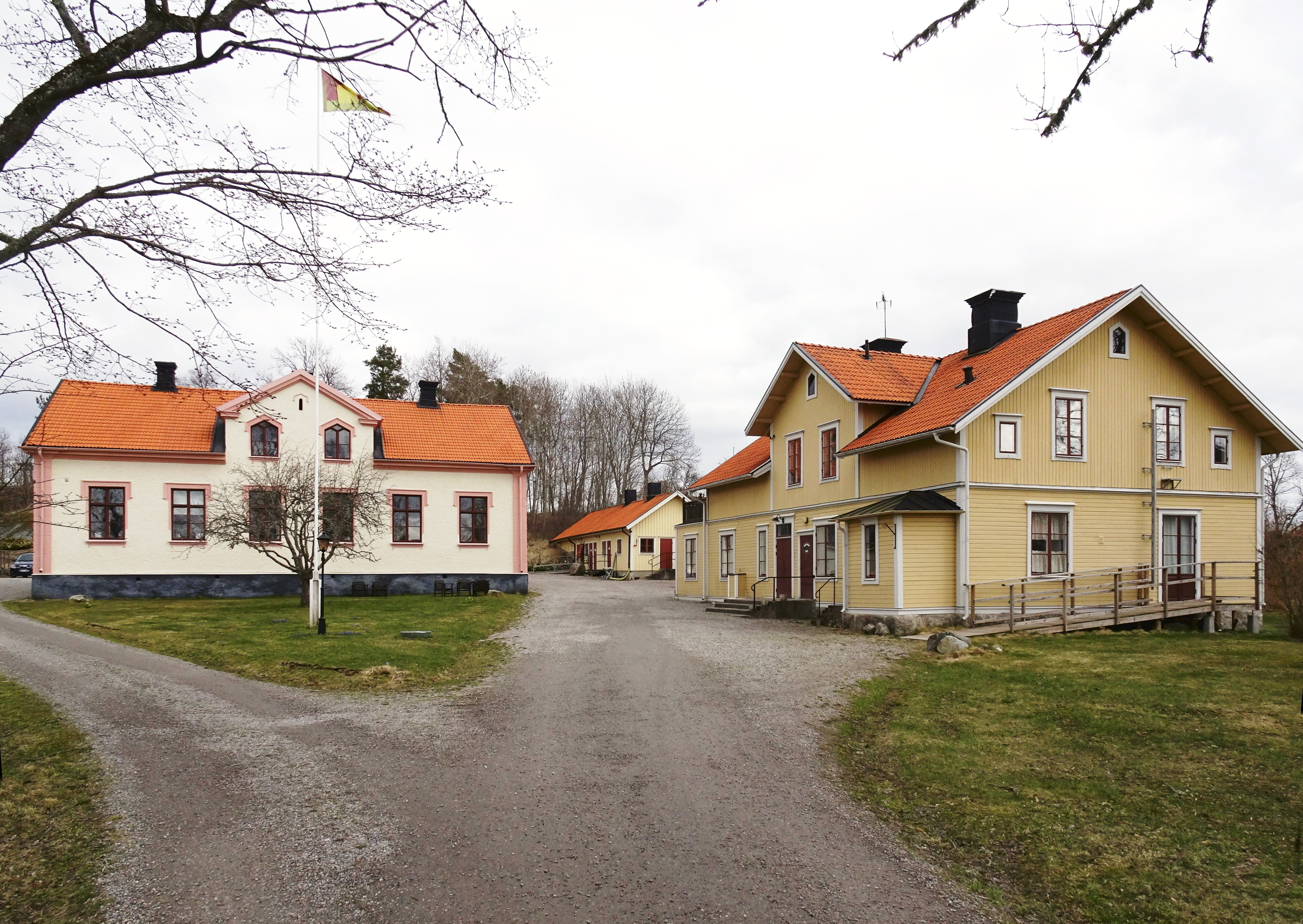
Kyrkskolan till vänster och Storskolan.

Hölö kyrkskola består av en grupp byggnader belägna strax öster om Hölö kyrka i Hölö socken, Södertälje kommun. Den första skolbyggnaden uppfördes 1878 och nyttjades för skoländamål ända fram till 1972. Idag finns här Kulturcentrum Hölö Kyrkskola.

## Bakgrund
År 1842 beslutades folkskolestadgan. Därmed blev varje svensk socken skyldig att tillhandahålla undervisning i en skola. År 1878 stod
huvudbyggnaden för Hölö kyrkskolan färdig. Under 1800-talets slut byggdes ytterligare en skola vid Norrvrå (Petersborgs skola) och 1903 tillkom skolan vid Broby (Broby skola) som lades ner 1970.

## Historik

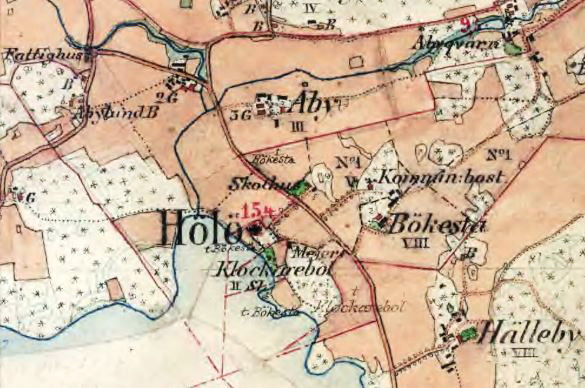
Hölö kyrka och Hölö kyrkskola på Häradsekonomiska kartan från 1880-talet.

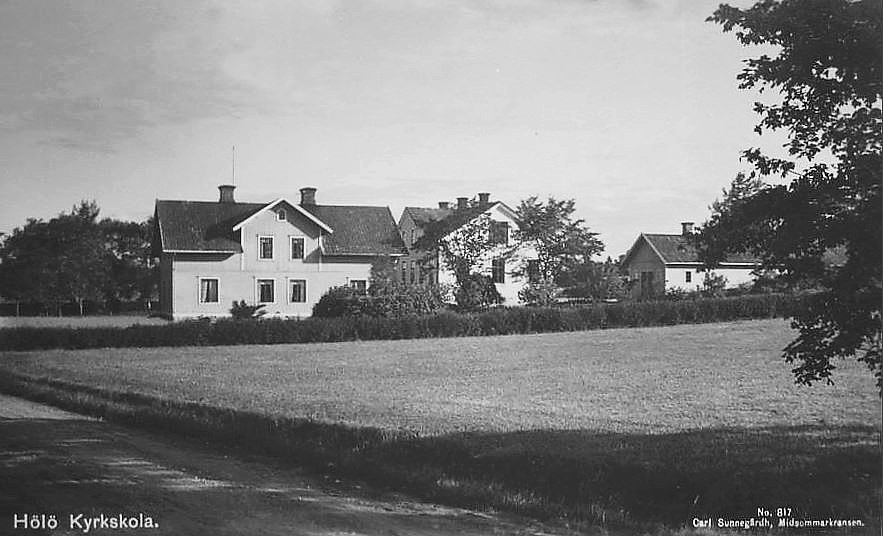
Storskolan och Kyrkskolan 1933.

Hölö kyrkskola är ett stenhus som byggdes med bidrag från Tullgarns slott. Skolan invigdes år 1878 och skulle betjäna socknens södra och östra områden. På bottenvåningen låg två skolsalar och på övervåningen fanns en lärarbostad och senare slöjdlokaler. Kring sekelskiftet 1900 ökades behovet av fler skollokaler varför man 1911 lät bygga den så kallade ”Storskolan”, som flankerar första skolhuset mot söder. 
Medan den ursprungliga kyrkskolan fick ett enkelt, tidstypiskt formspråk med gulputsade fasader och markerade hörnkedjor, gestaltades Storskolans byggnad med panelklädda fasader i liggande respektive stående fält och kraftigt utskjutande takfot. Till anläggningen hör flera uthus. Allt hålls samman av grusgångar som inramar en gräsyta. 
Här bedrevs skolverksamhet fram till 1972, därefter fick Hölö-Mörkö hembygdsförening disponera lokalerna fram till 2017.
Föreningen flyttade till Hembygdsgården i Österby strax utanför Hölö samhälle. Här har verksamheten fortsatt med bland annat kursverksamhet, hantverksbod, bild och filmvisningar. Nu har hembygdsföreningen flyttat till Mörkö Bygdegård. 
I Kyrkskolan finns ett kulturcentrum med konstutställningar samt ett café
Enligt kommunen utgör byggnaderna vid Hölö kyrkskola en välbevarad miljö ”med tidstypiska uttryck representerande sent 1800-tal respektive tidigt 1900-tal. De omfattar ett högt kulturhistoriskt och ett samhällshistoriskt värde som en betydande del av socknens tidigare centrum och skolväsendets historik”.

## Bilder

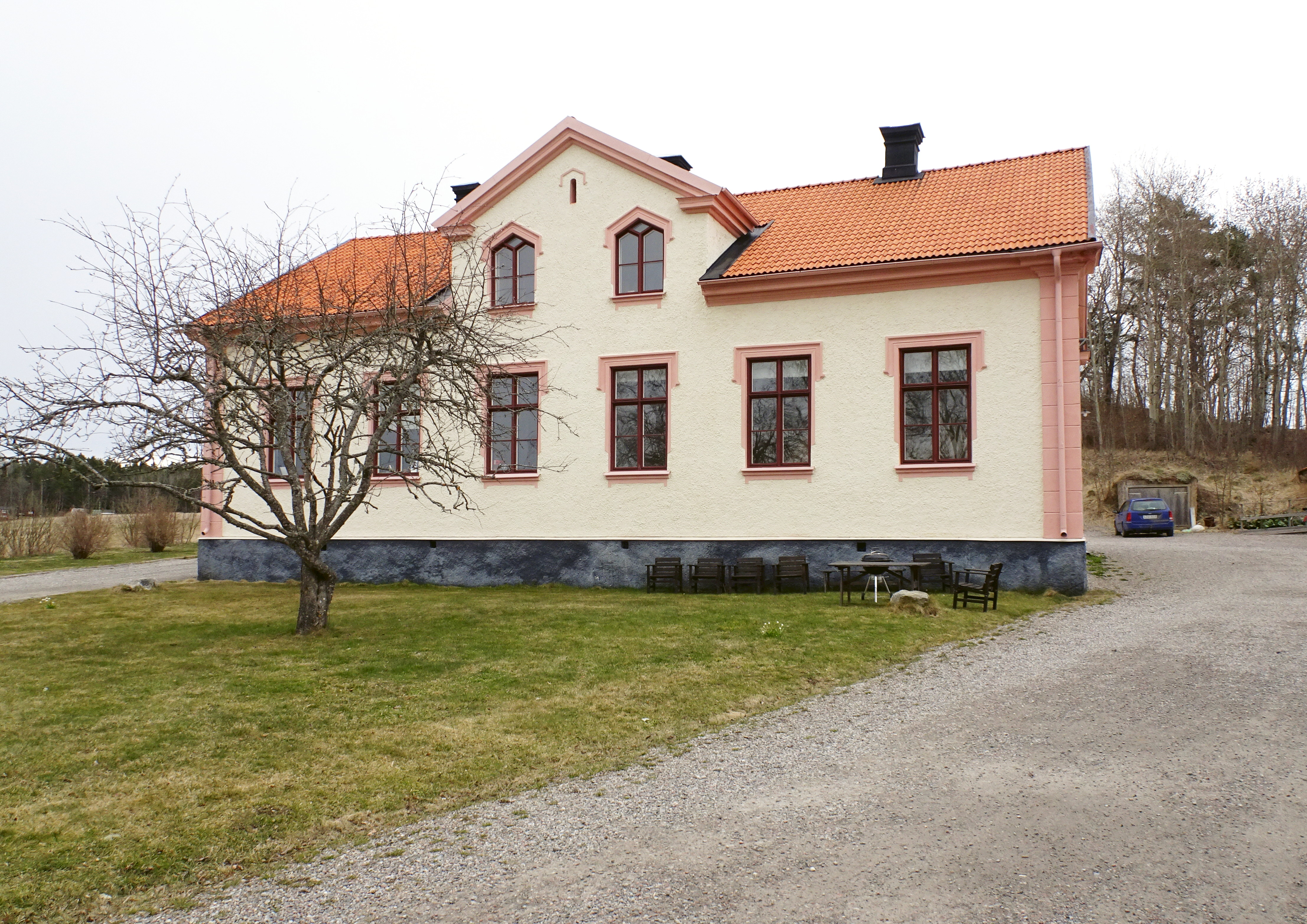
Hölö kyrkskola, fasad mot väster.
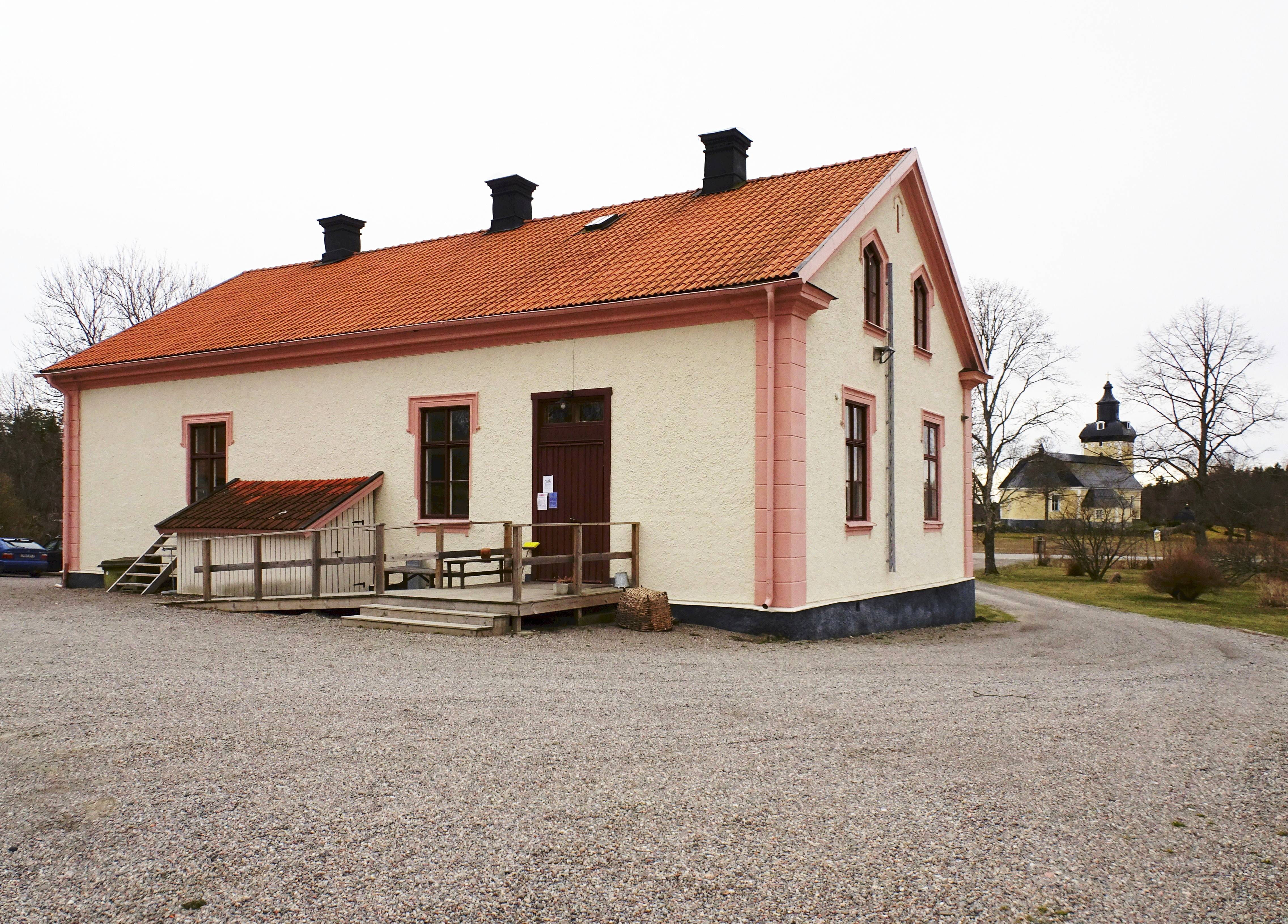
Hölö kyrkskola med Hölö kyrka i bakgrunden.
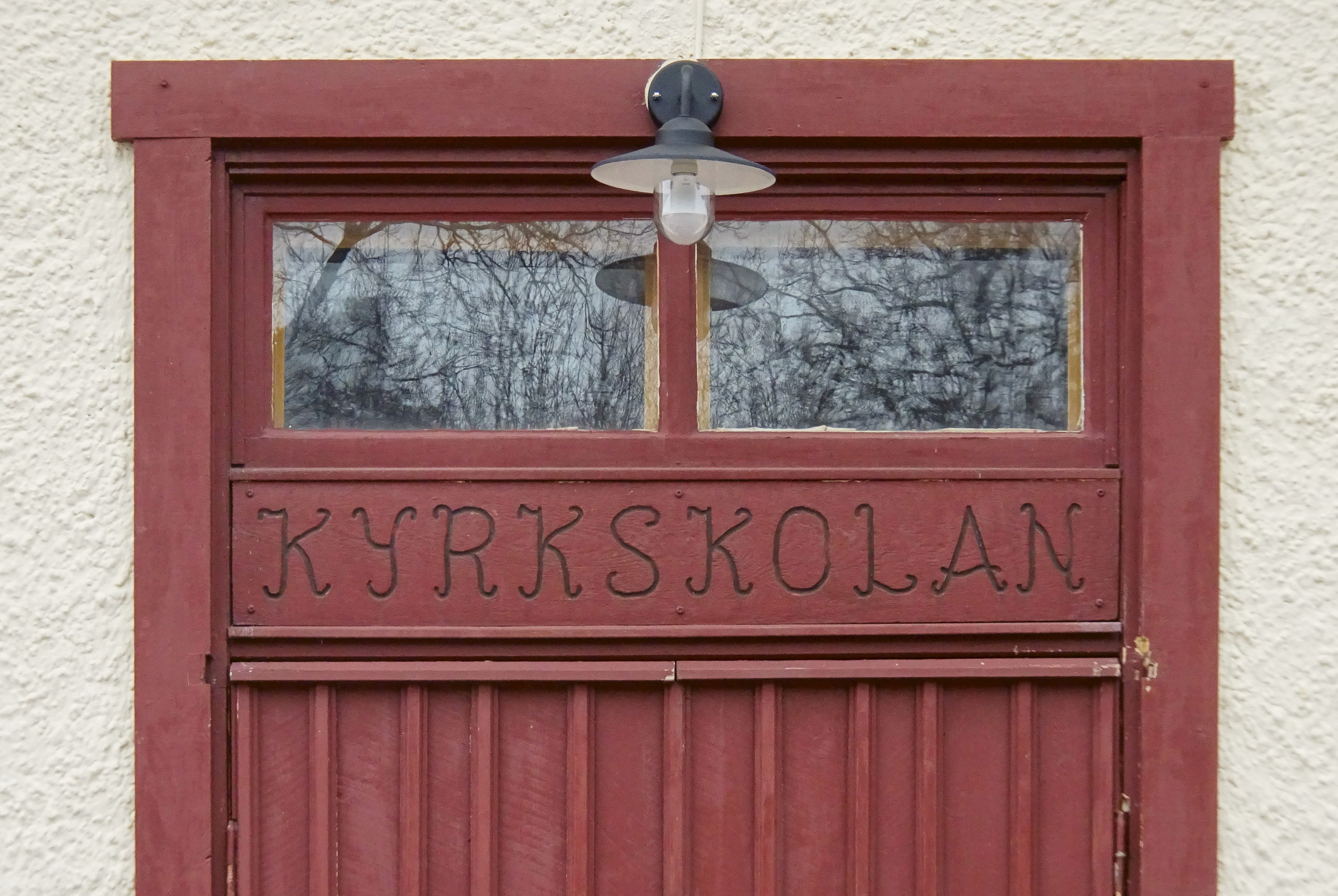
Entrén.
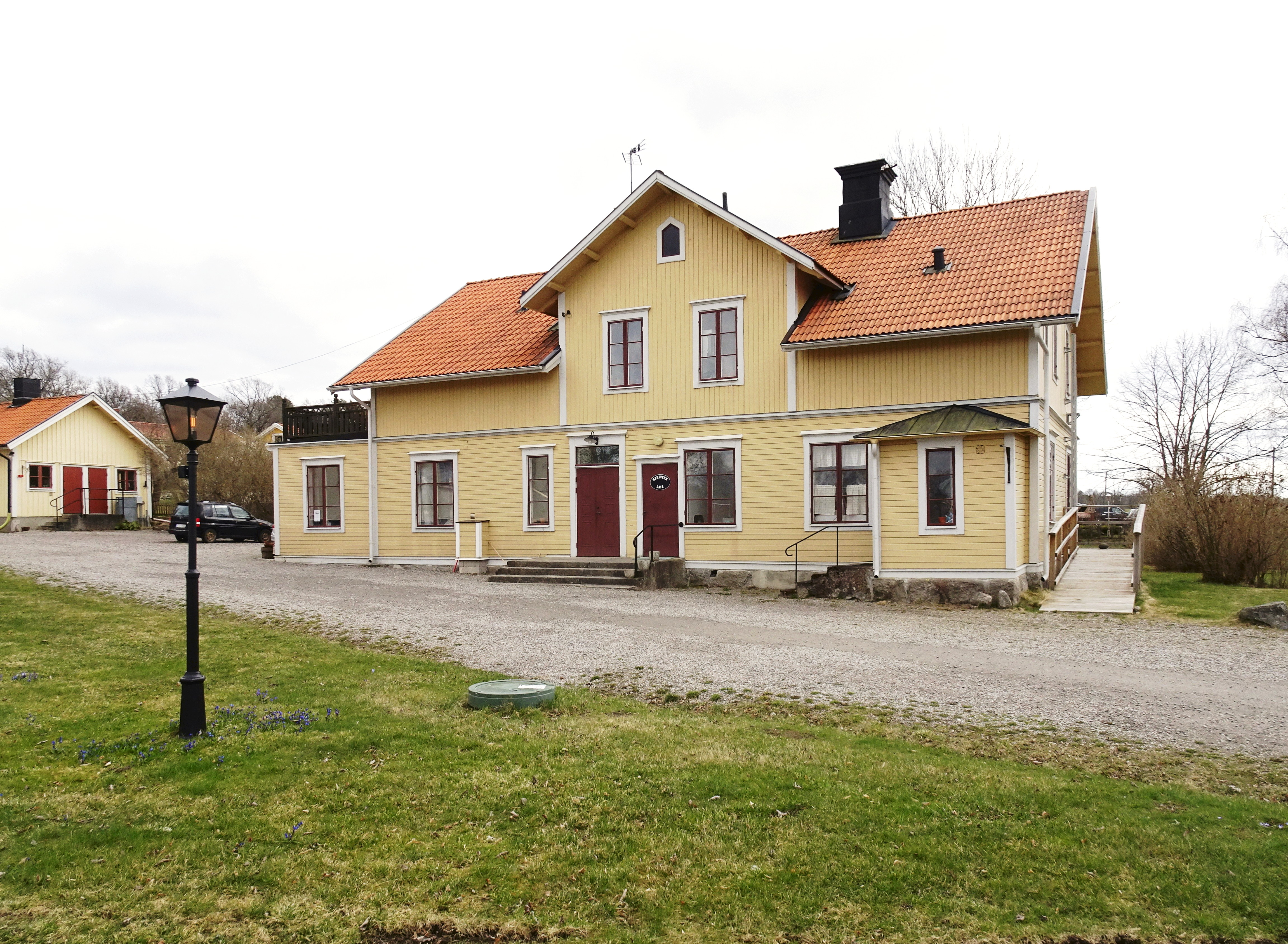
Storskolan.